# Алликс де Во, Жак Александр Франсуа
Жан Александр Франсуа Алликс де Во (фр. Jacques Alexandre Allix de Vaux; 21 декабря 1768, Перси — 26 января 1836) шато Базарн, Ньевр) — французский военачальник, дивизионный генерал.

## Биография
Будущий генерал родился в Перси англ. Percy, в Нормандии 21 декабря 1768 года.
Алликс служил сперва в артиллерии Северной армии, отличился при осаде Люксембурга и на двадцатом году жизни назначен был полковником. Был начальником артиллерии Турина, участвовал в осаде Вероны, командовал артиллерией в экспедиции на Сан-Доминго. В военном отношении проявил себя с лучшей стороны, но в 1802 году был арестован по обвинению в финансовых нарушениях и растратах и отправлен во Франции, где, фактически, проживал в ссылке.
В 1808 году поступил на службу короля Вестфальского Жерома Бонапарта, был произведен им в бригадные, а затем дивизионные генералы и пожалован титулом графа Фрейденталя. В кампаниях 1809 и 1812 года командовал артиллерией вестфальского корпуса. В 1813 году оборонял Кассель, столицу Ветсфалии, вынужден был оставить город перед войсками  генерала Чернышева. был в 1812 году назначен генералом дивизии и в 1813 году тщетно старался защитить Вестфаль и Кассель против генерала Чернышева.  Поскольку королевство Вестфалия практически прекратило существовать, был принят Наполеоном на службу с чином бригадного генерала (на чин ниже). Был комендантом Санса, оборонялся, затем оставил город. 18 февраля 1814 года опрокинул казаков и австрийцев в лесу Фонтенбло и занял Немур. Получил повышение — сделан дивизионным генералом.
В 1815 году, во время Ста дней, Алликс был назначен командиром дивизии в главной армии, в корпусе Друэ д’Эрлона, но из-за болезни к армии не прибыл. После второй Реставрации недолгое время сидел в тюрьме, затем уехал в Германию, написал там сочинение под заглавием «Théorie de l’univers» (издано во Франкфурте, 1817 г.), стараясь разрушить теорию Исаака Ньютона о всемирном тяготении.
В 1819 году возвратился во Францию и возбудил всеобщее внимание поданною в одну из палат 1826 году запискою против министерства Жана-Батиста Виллеля и иезуитов.
Вскоре после этого он издал труд «Système de l’artillerie de campagne» (Париж, 1827, II изд., 1841 г.). Занимался также переводами.
В июле 1830 года А. храбро сражался на стороне народной партии, и эту Июльскую революцию он представил в своем сочинении «Bataille de Paris en juillet» (Париж, 1830 г.).
Жан Александр Франсуа Алликс скончался 26 января 1836 года в поместье в департаменте Ньевр.